# Pyramica elegantula
Pyramica elegantula är en myrart som först beskrevs av Mamoru Terayama och Kubota 1989.  Pyramica elegantula ingår i släktet Pyramica och familjen myror. Inga underarter finns listade i Catalogue of Life.

## Bildgalleri